# Sachiko M
Sachiko M（サチコ エム）は、日本のサイン波奏者、即興演奏家、作曲家である。本名非公開。

## 経歴
劇団の舞台音響としてキャリアをスタート。1994年から1997年まで、大友良英のユニットGround Zeroにサンプラー奏者として参加。1998年の同バンド解散後はサンプリングを放棄。サンプラーにプリセットされたテスト・トーン（サイン波）やスイッチノイズを使った即興演奏を行い、サイン波のみで構成されたソロでヨーロッパで高い評価を受けている。また世界でも類例を見ない極端にミニマルな音楽を追求する。
2003年、オーストリア「アルス・エレクトロニカ」において、デジタルミュージック部門ゴールデンニカ賞を受賞。
2004年、初のサウンドインスタレーション「I'm Here」を発表。以降、音楽演奏と同時に展覧会でのサウンドインスタレーションにも力を入れている。
2004年、大友良英と中村としまるとの共作アルバム『Good Morning Good Night』をリリース。
2011年、水戸芸術館「クワイアットアテンションズ展」に出品するも東日本大震災で展示は中断。これを受けるかのように、2011年から13年にかけて各地のインディペンデントギャラリーで、複数のイヤホンから流れるミニマルなサイン波と、コントラストの強いモノクロームのデジタル写真による展示「I'm Here -shortstay- traveling exhibition」を展開する。
2012年、松本弦人が手がける紙と電子書籍のBCCKSよりポストカードブック「where we are」文庫本型写真集 「Sachiko M sound installation I'm Here -shortstay-」を発表。アーカイブとしての新書「All about Sachiko M」を作成中。
2013年3月、世田谷パブリックシアターにて客席と舞台を反転した作品「Filaments Orchestra」を発表。
連続テレビ小説『あまちゃん』の挿入歌「暦の上ではディセンバー」や「潮騒のメモリー」「地元に帰ろう」を大友良英と共同で作曲し、「潮騒のメモリー」では『第55回日本レコード大賞』作曲賞を受賞した。
2014年、国際交流基金アジアセンター「アンサンブルズ・アジア」の「アジアン・サウンズ・リサーチ」部門プロジェクト・ディレクターに就任。
2015年5月23日から2016年3月6日、NTTインターコミュニケーション・センター（ICC）の無響室にて「Filament at anechoic room」を出品。
2015年6月、マレーシアペナン島「Open Gate 動き続ける展覧会」総合ディレクター。

## ディスコグラフィー

### アルバム
- Sine Wave Solo（1999年）
- I.S.O. (1999年） - 一楽儀光、大友良英との共作
- Filament 1 (1999年） - 大友良英との共作
- Four Focuses（1999年） - Martin TétreaultとYasuhiro Otaniと大友良英との共作
- Do（2001年） - 中村としまるとの共作
- In Case of Fire Take the Stairs（2002年） - Kaffe MatthewsとAndrea Neumannとの共作
- Artefact（2002年） - Philip Samartzisとの共作
- AstroTwin and Cosmos（2002年） - 吉田アミとの共作
- Absinth（2002年） - Werner DafeldeckerとFranz HautzingerとJohn Tilburyとの共作
- Good Morning Good Night（2004年） - 大友良英と中村としまるとの共作
- Concert in St. Louis（2004年） - Gene ColemanとFranz Hautzingerと大友良英との共作
- Barさちこ（2004年）
- Filament BOX  (2004年）- 大友良英との共作
- Salon de Sachiko（2007年）
- Contact（2009年） - Keith Roweとの共作
- Allurements of the Ellipsoid（2010年） - 大友良英、Axel Dörner、Martin Brandlmayr との共作
- Snow, Silence, Partially Sunny（2012年） - 坂本龍一との共作

### 参加楽曲
- RUN!!!（2018年5月9日）
  - のんのアルバム『スーパーヒーローズ』の収録曲。Sachiko Mが楽曲提供。大友良英が編曲。
- おやすみ（2018年5月9日）
  - のんのアルバム『スーパーヒーローズ』の収録曲。大友良英と共に作詞・作曲。大友良英が編曲。

### EP
- Debris（1999年）
- Detect（2000年）
- 1:2（2003年）
- I'm Here ..departures..（2009年）

### 写真集
- where we are（2012年）
- Sachiko M sound installation -shortstay-（2013年）
- @梅香堂 (2014年）